# アワーソングスクリエイティブ
株式会社アワーソングスクリエイティブは、日本の芸能事務所。ケイダッシュ系列。

## 特色
音楽アーティストとタレント両方面を手がける。
業務提携で他事務所のタレントのマネージメントも盛んに行なっている。

## 所属者

### アーティスト・クリエイター
- 有橋淑和
- ans.
- 犬塚ヒカリ
- 梶原順
- Gajin
- かの香織
- 岸井将
- 木太歩美
- 沓澤万莉
- 佐久間誠
- 下川みくに
- Shoko
- 城之内ミサ
- 林田健司
- 針生謙一
- 望月衛介
- 柚木美祐
- YUMA (作曲家ユニット)
- 横関敦

### 俳優・タレント・モデル
- 阿部哲子
- 池田愛
- 石井美絵子
- 植田麻友美
- 大河内志保
- 亀井京子
- 小山侑紀
- 中川愛海
- 梨澤慧似子
- 前田早穂
- 南彩夏
- 元木大介
- 八尋莉那
- 吉田照美
- 新庄剛志

### 文化人
- 岡田薫
- 柿澤ひとし
- 坂田アキラ
- 沢田富美子

### 業務提携
- 熊江琉唯
- Silent Siren
- 中村中
- 藤井悠
- SUPERTWINS
- 藤原鳴

### 過去の所属者
- 伊秩弘将 → 系列事務所ブランニューミュージックに移籍
- 加藤理恵 → フリーランスとして活動した後、芸映に所属
- 熊谷真実
- 関谷真由 → 系列事務所ケイダッシュステージに移籍
- 千綿勇平
- 中村知世 → 結婚を機に休業、その後引退
- 山田親太朗 → 引退
- 山田優

## 関連会社
- ケイダッシュ
- ケイダッシュステージ
- アワーソングス
- 田辺音楽出版
- エスダッシュ
- パール
- パールダッシュ
- ピーチ (芸能事務所)